# Leuctra thomasi
Leuctra thomasi is een steenvlieg uit de familie naaldsteenvliegen (Leuctridae). De wetenschappelijke naam van de soort is voor het eerst geldig gepubliceerd in 1993 door Zwick & Vinçon.